# Donald et l'Écologie
Pour plus de détails, voir Fiche technique et Distribution.
Donald et l'Écologie (The Litterbug) est un court métrage d'animation américain de la série Donald Duck réalisé par Hamilton Luske pour les studios Disney et sorti en 1961.

## Synopsis
Le narrateur explique les moyens de contrer certaines maladies, mais indique qu'il n'en existe aucun pour contrôler Donald...

## Fiche technique
- Titre original : The Litterbug
- Titre français : Donald et l'Écologie
- Série : Donald Duck
- Réalisation : Hamilton Luske
- Scénario : Bill Berg et Lance Nolley
- Direction artistique : McLaren Stewart
- Layout : Joe Hale
- Animation : Ted Berman et John Sibley
- Effets d'animation : Jack Boyd
- Musique: Buddy Baker
- Production : Walt Disney
- Société de production : Walt Disney Productions

- Société de distribution : Buena Vista Distribution Company

- Pays :   États-Unis
- Langue : anglais
- Format : couleur (Technicolor) - 35 mm - 1,37:1 - son mono (RCA Sound System)
- Durée : 7 min
- Dates de sortie : 
  - États-Unis : 21 juin 1961

## Distribution

### Voix originales
- Clarence Nash : Donald
- John Dehner : le narrateur

### Voix françaises
- Jean-Claude Michel : le narrateur

## Commentaires
Ce film est le dernier court métrage d'animation avec Donald Duck.